# Posse de Luiz Inácio Lula da Silva em 2023

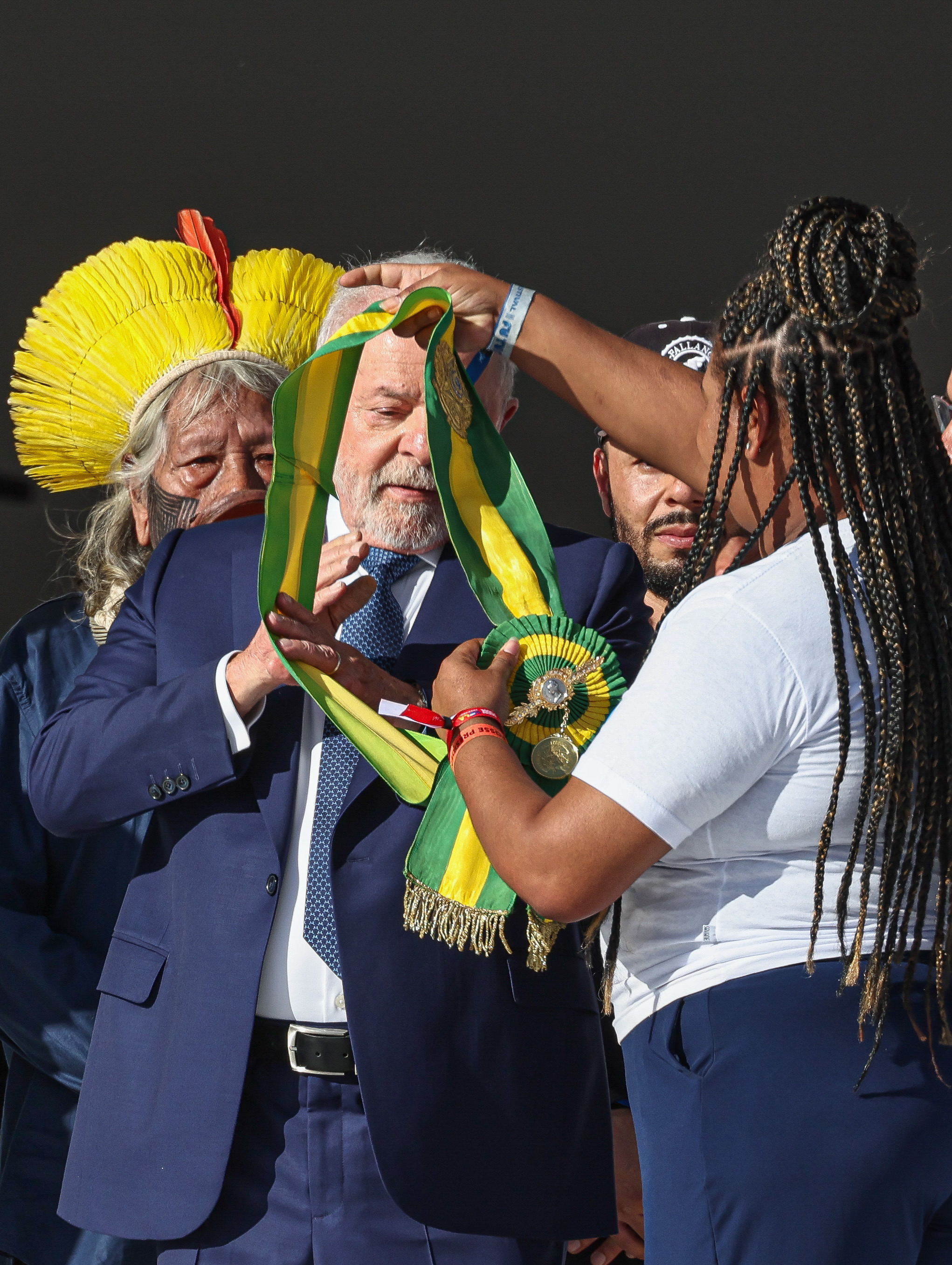
Presidente da República, Luiz Inácio Lula da Silva, recebe a faixa presidencial da catadora Aline Souza.

Luiz Inácio Lula da Silva e Geraldo Alckmin tomaram posse como 39.º presidente do Brasil e 26.º vice-presidente do Brasil, respectivamente, no dia 1º de janeiro de 2023, em cerimônia realizada no Congresso Nacional em Brasília, dando início ao segundo Governo Lula (ou terceiro mandato). Aos 77 anos, Lula é o presidente mais velho a tomar posse no Brasil.

## Antecedentes
No dia 2 de outubro, na votação do primeiro turno das eleições presidenciais de 2022, Luiz Inácio Lula da  Silva foi o primeiro colocado com 48,43% do eleitorado, classificando-se assim para o segundo turno, com Jair Bolsonaro, que, por sua vez, recebeu 43,20% dos votos. No segundo turno, em 30 de outubro, Lula foi eleito. Consagrou-se, nesse sentido, como o primeiro presidente no Brasil eleito para três mandatos e o primeiro desde Ranieri Mazzilli a exercer mais de um mandato de modo não consecutivo.

## Planejamento

### Segurança
Ataques em Brasília justificaram a proibição do porte de armas no Distrito Federal desde 28 de dezembro. A posse contou com segurança mais reforçada que posses anteriores, tendo aproximadamente 700 policiais federais, um esquadrão antibomba, agentes à paisana e equipamentos que neutralizam o sinal de drones e impedem sobrevoos na área do evento.

### Eventos inaugurais
A cerimônia de posse presidencial ocorreu dentro e fora do prédio do Congresso Nacional. O presidente eleito e o vice-presidente eleito desfilaram em um Rolls-Royce Silver Wraith da Catedral de Brasília até o prédio do Congresso Nacional, onde o juramento presidencial ocorreu durante a sessão conjunta do Congresso.  Um pool de imagens foi fornecido a todas as emissoras, com os passos do trajeto de Lula e cenas em ambientes internos. O evento foi transmitido integralmente, ou pelo menos em flashes, por boa parte das emissoras brasileiras, como TV Globo, SBT, RecordTV, Band, TV Cultura, CNN Brasil, TV Brasil, RedeTV!, BandNews, TV Canção Nova, Rede Vida, GloboNews, Jovem Pan News, TV Câmara, TV Senado e Record News.

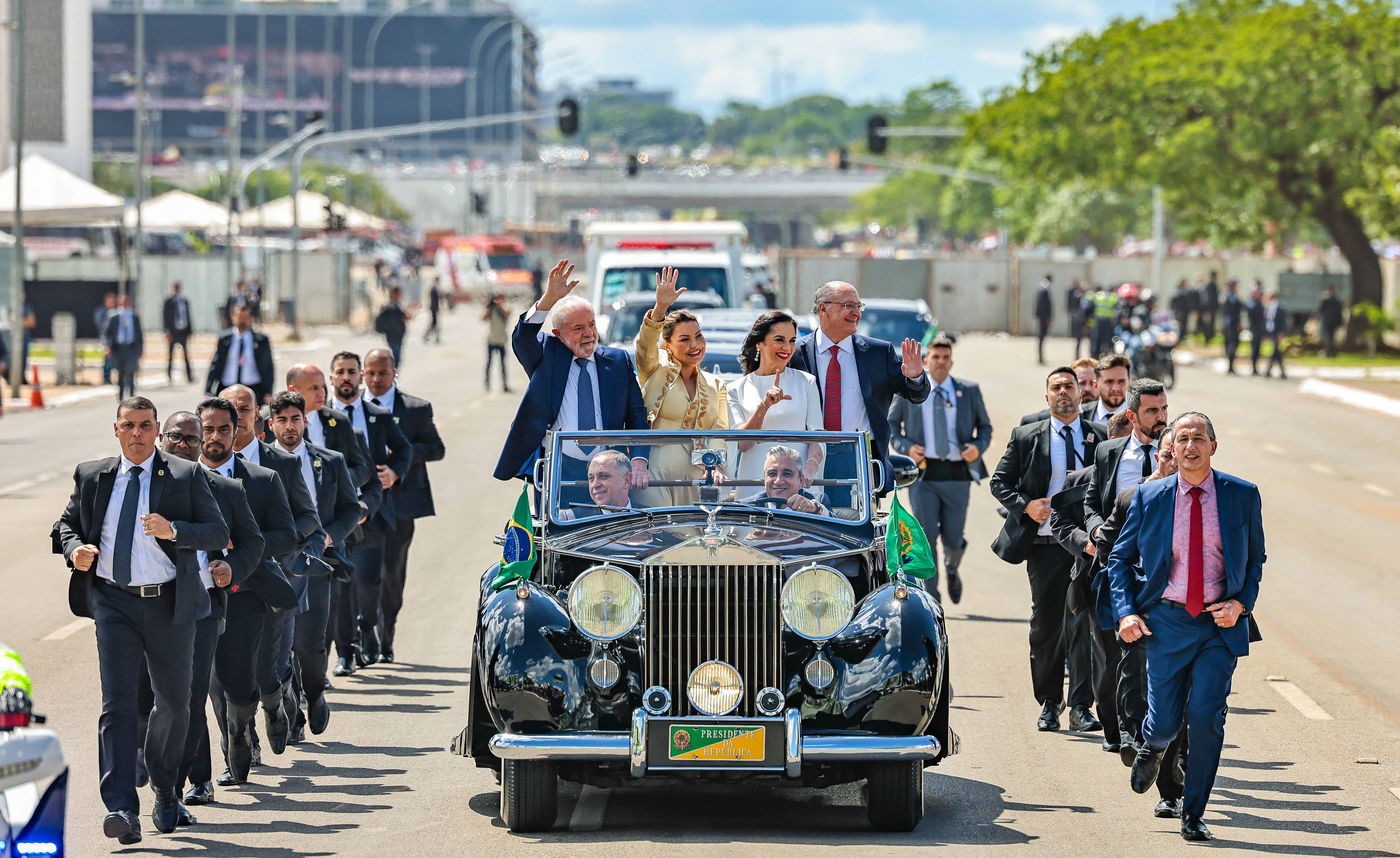
Presidente da República, Luiz Inácio Lula da Silva, Janja, e Lu Alckmin, e o Vice-presidente da República, Geraldo Alckmin desfilam no Rolls-royce Presidencial na Esplanada dos Ministérios.

A sessão foi aberta pelo presidente do Senado, Rodrigo Pacheco, que declarou um minuto de silêncio para Pelé e o papa Bento XVI, ambos mortos na semana anterior. Após a execução do Hino Nacional, Lula e Alckmin fizeram seus respectivos juramentos, após o que o primeiro-secretário da Câmara dos Deputados, Luciano Bivar, leu o registro oficial da eleição e os juramentos de posse. O registro foi assinado por Lula, Alckmin, Pacheco, Bivar, o presidente da Câmara Arthur Lira, a presidente do Supremo Tribunal Federal, Rosa Weber, e o procurador-geral Augusto Aras. Lula fez um discurso para aceitar sua posse, e Pacheco falou posteriormente para afirmar o compromisso do Congresso em trabalhar com o Poder Executivo em questões-chave, após o que encerrou a sessão.
Entre os convidados presentes na sessão conjunta estavam os ex-presidentes José Sarney e Dilma Rousseff, o presidente do Tribunal Superior Eleitoral, Alexandre de Moraes, a presidente do Superior Tribunal de Justiça, Maria Thereza de Assis Moura, e o presidente do Tribunal Superior do Trabalho, Lélio Bentes Corrêa.
Após a sessão conjunta, Lula, Alckmin e seus cônjuges desfilaram até o Palácio do Planalto, onde foram acompanhados na rampa por vários indivíduos selecionados entre os eleitores de Lula pelo comitê de transição presidencial para representar a diversidade do Brasil:
- Cacique Raoni Metuktire, líder indígena e ativista pela conservação da Amazônia
- Aline Sousa, coletora de lixo de 33 anos e integrante do Movimento Nacional dos Catadores de Materiais Recicláveis (MNCR)
- Francisco Carlos do Nascimento e Silva, nadador de 10 anos da periferia de São Paulo
- Ivan Baron, personalidade das redes sociais, pessoa com deficiência e ativista da justiça social do Rio Grande do Norte
- Murilo de Quadros Jesus, professor curitibano
- Jucimara Fausto dos Santos, cozinheira da Associação dos Empregados da Universidade Estadual de Maringá, integrante do movimento Lula Livre
- Wesley Viesba Rodrigues Rocha, metalúrgico
- Flávio Pereira, artesão e integrante do movimento Lula Livre

Como Jair Bolsonaro não estava presente, a faixa presidencial foi entregue entre os citados e colocada no ombro de Lula por Alice Sousa. Lula, Alckmin e seus cônjuges caminharam então para o palanque do palácio onde Lula falou à nação. Após o discurso, os quatro entraram novamente no prédio para receber delegações de Estados estrangeiros. Depois, Lula assinou publicamente ordens executivas rescindindo várias ordens executivas do governo Bolsonaro, incluindo o restabelecimento do controle de armas, a restauração do programa Bolsa Família, a criação de um gabinete exclusivo para assuntos envolvendo assuntos indígenas e de minorias, o combate ao desmatamento na Amazônia e à mineração ilegal, a restauração do Fundo Amazônia e a participação da sociedade civil no Conselho Nacional do Meio Ambiente (Conama).

### Eventos programados
O dia da posse teve um evento chamado "Festival do Futuro: A Alegria Vai Tomar Posse" com apresentação de artistas e bandas na Esplanada dos Ministérios, incluindo Aíla, Alessandra Leão, Aline Calixto, BaianaSystem, Chico César, Daniel Ganjaman, Drik Barbosa, Duda Beat, Ellen Oléria, Fernanda Takai, Fernanda Abreu, Fioti, Francisco, el Hombre, Gaby Amarantos, Geraldo Azevedo, GOG, Jaloo, Jards Macalé, Johnny Hooker, Kaê Guajajara, Kleber Lucas, Lirinha, Luê, Luedji Luna, Leonardo Gonçalves, Leoni, Marcelo Jeneci, Margareth Menezes, Maria Rita, Marissol Mwaba, Martinho da Vila, Odair José, Otto, Pabllo Vittar, Paula Lima, Paulo Miklos, Rael, Rappin' Hood, Renegado, Salgadinho, Teresa Cristina, Thalma de Freitas, Tulipa Ruiz, Valesca Popozuda e Zélia Duncan.

### Cobertura de emissoras brasileiras
Todas as emissoras do Brasil apresentaram programação diferenciada em razão da posse.

A TV Globo não exibiu o seriado Família Paraíso e a sessão Campeões de Bilheteria por ocasião do evento, e apresentou 2 de seus telejornais diários diretamente de Brasília, o Jornal Nacional de 31 de dezembro e o Fantástico. A transmissão da Posse foi apresentada pelos jornalistas William Bonner e Renata Lo Prete também diretamente de Brasília.

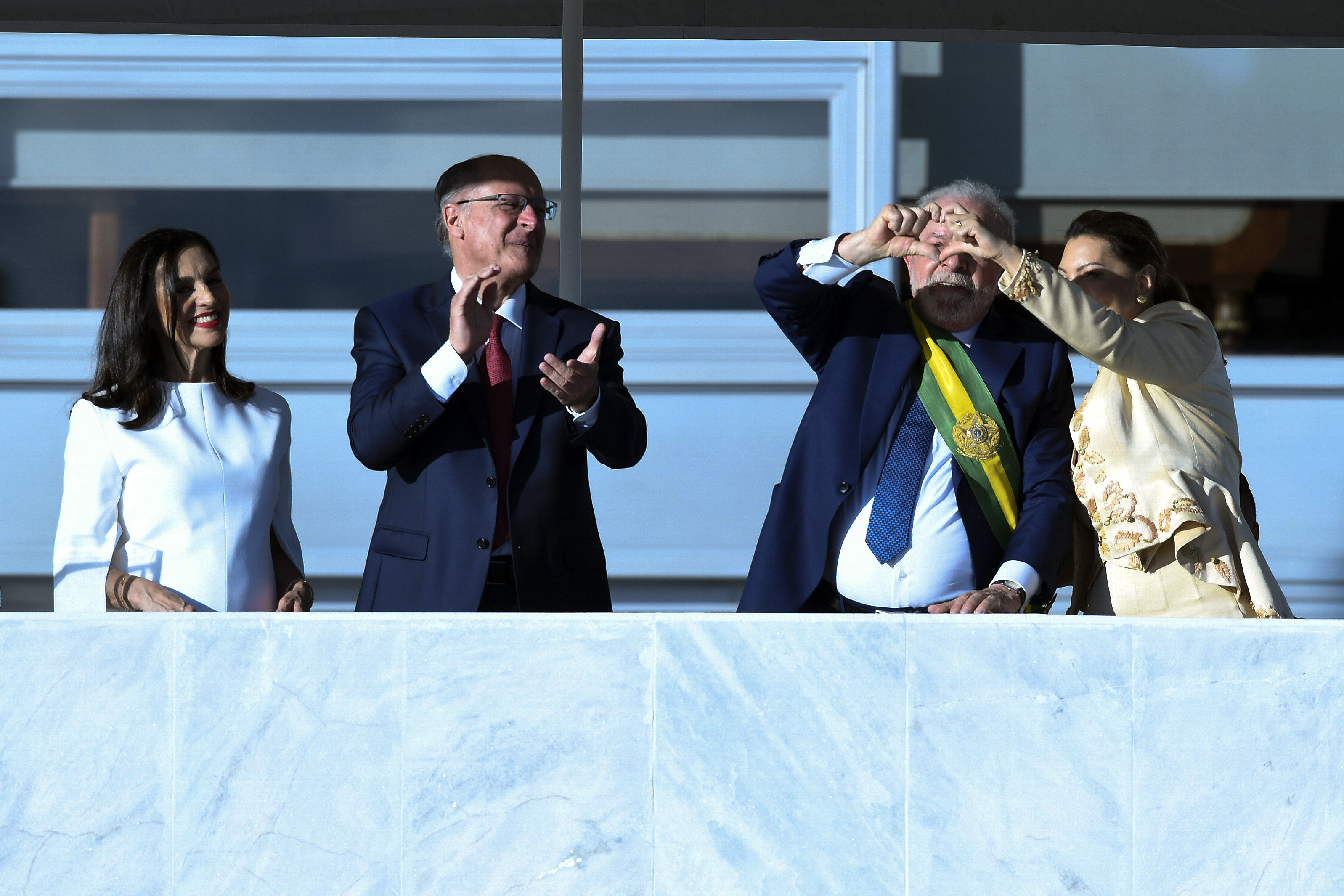
Lu Alckmin, Geraldo Alckmin, Lula e Janja.

O SBT e a RedeTV! também mudou a sua programação em razão da posse.
A Band colocou Eduardo Oinegue e José Luiz Datena em estúdio para comandar toda a cobertura, com Lana Canepa em Brasília, e, às 22h, uma edição especial do Canal Livre repercutindo o evento.

## Presença internacional
A posse de Lula e Alckmin foi o maior evento na história do Brasil quando se trata de presença de líderes internacionais, superando a Cerimônia de abertura dos Jogos Olímpicos de Verão de 2016. Todos os presidentes da América do Sul participaram da cerimônia, exceto os presidentes da Venezuela, Nicolás Maduro, e Dina Boluarte, do Peru que mandaram representantes. Além disso, diversas outras lideranças mundiais participaram no evento.
Abaixo, a lista de 58 chefes de Estado e de Governo (em negrito) de todo o mundo que participaram da posse de Lula ou de representantes que viajaram ao Brasil para o evento, além de 5 representantes de outras organizações.
| País                     | Chefe de delegação                                                                       |
| ------------------------ | ---------------------------------------------------------------------------------------- |
| África do Sul            | Naledi Pandor, ministra das Relações Internacionais                                      |
| Alemanha                 | Frank-Walter Steinmeier, presidente                                                      |
| Angola                   | João Lourenço, presidente                                                                |
| Arábia Saudita           | Príncipe Faisal bin Farhan Al Saud, ministro das Relações Exteriores                     |
| Argélia                  | Ibrahim Boughali, presidente da Assembleia Nacional                                      |
| Argentina                | Alberto Fernández, presidente                                                            |
| Azerbaijão               | Yaqub Eyyubov, vice-primeiro-ministro                                                    |
| Bolívia                  | Luis Arce, presidente, Evo Morales, ex-presidente.                                       |
| Cabo Verde               | José Maria Neves, presidente                                                             |
| Catar                    | Khalid ibn Khalifa ibn Abdul Aziz Al Thani, primeiro-ministro                            |
| Camarões                 | Lejeune Mbella Mbella, ministra das Relações Exteriores                                  |
| Chile                    | Gabriel Boric, presidente                                                                |
| China                    | Wang Qishan, vice-presidente                                                             |
| Colômbia                 | Gustavo Petro, presidente                                                                |
| Coreia do Sul            | Chung Jin-suk, líder do PPP                                                              |
| Costa Rica               | Arnoldo André Tinoco, ministro das Relações Exteriores                                   |
| Cuba                     | Salvador Valdés Mesa, vice-presidente                                                    |
| Equador                  | Guillermo Lasso, presidente                                                              |
| El Salvador              | Félix Ulloa, vice-presidente                                                             |
| Emirados Árabes Unidos   | Reem Al Hashimy, ministra de estado para cooperação internacional                        |
| Espanha                  | Filipe VI, rei                                                                           |
| Estados Unidos           | Deb Haaland, secretária do Interior                                                      |
| França                   | Olivier Becht, ministro do Comércio Internacional                                        |
| Gabão                    | Michael Moussa Adamo, ministro dos Negócios Estrangeiros                                 |
| Guatemala                | Marcio Búcaro, ministro das Relações Exteriores                                          |
| Guiana                   | Irfaan Ali, presidente                                                                   |
| Guiné                    | Bernard Goumou, primeiro-ministro                                                        |
| Guiné-Bissau             | Umaro Sissoco Embaló, presidente                                                         |
| Guiné Equatorial         | Teresa Efua Asangono, presidente do Senado Federal                                       |
| Haiti                    | Jean Victor Généus, ministro dos Negócios Estrangeiros                                   |
| Honduras                 | Xiomara Castro, presidente                                                               |
| Irão                     | Mohammad Bagher Ghalibaf, presidente do Parlamento                                       |
| Japão                    | Yūko Obuchi, vice-presidente do Grupo Parlamentar Japão-Brasil                           |
| Jamaica                  | Tom Tavares-Finson, presidente do Senado Federal                                         |
| Lesoto                   | Nthomeng Majara, vice-primeira-ministra                                                  |
| Mali                     | Choguel Kokalla Maïga, primeiro-ministro                                                 |
| Marrocos                 | Aziz Akhannouch, primeiro-ministro                                                       |
| México                   | Beatriz Gutiérrez Müller, primeira-dama                                                  |
| Moçambique               | Esperança Bias, presidente da Assembleia da República                                    |
| Nicarágua                | Denis Moncada, ministro das Relações Exteriores                                          |
| Palestina                | Riyad al-Maliki, ministro das Relações Exteriores                                        |
| Panamá                   | José Gabriel Carrizo, vice-presidente                                                    |
| Paraguai                 | Mario Abdo Benítez, presidente                                                           |
| Peru                     | Alberto Otárola Peñaranda, presidente do Conselho de Ministros                           |
| Portugal                 | Marcelo Rebelo de Sousa, presidente                                                      |
| Quênia                   | ministro-chefe da Casa Civil                                                             |
| República Dominicana     | Alfredo Pacheco, presidente da Câmara Federal                                            |
| Reino Unido              | Thérèse Coffey, secretária de Estado para o Meio Ambiente, Alimentação e Assuntos Rurais |
| Rússia                   | Valentina Matvienko, presidente do Conselho da Federação                                 |
| São Tomé e Príncipe      | Edite Tenjua, ministro dos Negócios Estrangeiros, da Cooperação e das Comunidades        |
| São Vicente e Granadinas | Ralph Gonsalves, primeiro-ministro                                                       |
| Sérvia                   | Vladimir Orlić, presidente da Assembleia Nacional                                        |
| Suriname                 | Chandrikapersad Santokhi, presidente                                                     |
| Timor-Leste              | José Ramos-Horta, presidente                                                             |
| Turquia                  | Mevlüt Çavuşoğlu, ministro das Relações Exteriores                                       |
| Ucrânia                  | Yulia Svyrydenko, vice-primeira-ministra                                                 |
| Uruguai                  | Luis Lacalle Pou, presidente                                                             |
| Uruguai                  | José Mujica, ex-presidente                                                               |
| Venezuela                | Jorge Rodríguez Gómez, presidente da Assembleia Nacional                                 |
| Zimbabwe                 | Frederick Shava, ministro das Relações Exteriores                                        |
| ALADI                    | Sergio Abreu Bonilla, secretário-geral                                                   |
| BID                      | Ilan Goldfajn, presidente                                                                |
| CPLP                     | Zacarias da Costa, secretário-executivo                                                  |
| OTCA                     | Alexandra Moreira López, secretária-geral                                                |
| União Europeia           | Elisa Ferreira, Comissária europeia para Coesão e Reformas                               |

## Presença de ex-presidentes
- 31.º Presidente do Brasil: José Sarney[36]
- 36.º Presidente do Brasil: Dilma Rousseff[36]